# В'язовка (Кармаскалинський район)
В'я́зовка (рос. Вязовка, башк. Вязовка) — присілок у складі Кармаскалинського району Башкортостану, Росія. Входить до складу Підлубовської сільської ради.
Населення — 53 особи (2010; 82 в 2002).
Національний склад:
- росіяни — 70 %